# Lista de filmes banidos e censurados no Brasil
Esta é uma lista de filmes banidos e censurados no Brasil em ordem cronológica e seguindo os períodos da história. 
Consta-se o nome do filme, ano de lançamento e período de censura, ressaltando as razões que levaram para tal. Alguns apenas sofreram censuras e distribuídos normalmente. 

## Era Vargas (1930-1945)
| Ano  | Título             | Motivações |
| ---- | ------------------ | --- |
| 1940 | The Great Dictator | Exibição proibida pelo Departamento de Imprensa e Propaganda (DIP), que considerou o filme como "comunista e desmoralizador das Forças Armadas". Proibição foi anulada em 1945, após o fim da ditadura varguista. |

## República Populista (1945-1964)
| Ano  | Título        | Motivações |
| ---- | ------------- | --- |
| 1955 | Rio, 40 Graus | Banido por ser acusado de ser "propaganda comunista" e por apresentar fatos negativos do Brasil. Tentando justificar o veto, o governo brasileiro alegou que "no Rio de Janeiro, a temperatura nunca passou dos 39,6º C". |

## Ditadura Militar (1964-1985)
| Ano  | Título                         | Motivações |
| ---- | ------------------------------ | --- |
| 1964 | À Meia-Noite Levarei Sua Alma  | Banido em alguns estados sob a premissa de "extrema violência e que era ofensivo ao público". Também foi usado como motivação um diálogo do filme acerca da transição para a ditadura vivida naquele momento. |
| 1967 | Terra em Transe                | Banido em seu lançamento inicial por "criticas ao governo e à Igreja Católica". Foi liberado pouco tempo depois e apresentado como "sátira às esquerdas". O personagem do ator Jofre Soares também teve de trocar de nome no longa e passou a ser chamado de Padre Gil.                                                                                                 |
| 1968 | O Bandido da Luz Vermelha      | Banido por alguns anos por conter cenas de sexo e nudez. |
| 1969 | El Justicero                   | Banido pelo regime militar e teve suas cópias destruídas. O filme esteve perdido até 2017, quando uma versão sem censura e original foi encontrada. |
| 1969 | Macunaíma                      | Banido em seu lançamento inicial e liberado pouco depois com cenas de sexualidade e palavrões. A versão sem censura foi liberada a partir da década de 1980. |
| 1971 | A Clockwork Orange             | Banido por sua extrema violência e por exibir "conteúdo promiscuo" e "obscenidade". Uma versão com bolinhas pretas cobrindo os genitais dos personagens em cenas de nudez foi disponibilizada em 1978. |
| 1972 | Last Tango in Paris            | Banido por cenas de extremo teor sexual e por "atentar contra a moral e os bons costumes". Foi liberado em 1979. |
| 1974 | Emmanuelle                     | Banido durante a ditadura militar por obscenidade e cenas de sexo explícito. Proibição levantada em 1980. |
| 1974 | The Texas Chain Saw Massacre   | Banido por cenas de extrema violência e sanguinolência. Foi considerado pela Censura Federal como um "atentado contra a moral e os bons costumes". Liberado em 1980. |
| 1975 | Iracema - Uma Transa Amazônica | Banido por conteúdo sexual e nudez explícita. Proibição anulada em 1981. |
| 1976 | Ai no Korīda                   | Banido por conter conteúdo pornográfico e cenas de sexo explícito. Proibição levantada em 1980. |
| 1979 | Di-Glauber                     | Banido após um processo judicial movido por Elizabeth Di Cavalcante, filha do pintor Di Cavalcanti, alegando que a imagem do pai foi violada em função do filme com cenas do funeral e sepultamento do pintor. Em 2004, a família do diretor do filme Glauber Rocha disponibilizou uma versão sem cortes do filme na internet, hospedada em um servidor fora do Brasil. |
| 1982 | Pra Frente, Brasil             | Banido por críticas políticas à ditadura militar brasileira. Foi liberado no ano seguinte. |
| 1984 | Cabra Marcado para Morrer      | Foi banido por ser "manifesto ao comunismo". Durante a produção do filme, em 1984, o roteiro, fotografias e outros materiais foram apreendidos e membros da produção do filme chegaram a ser presos. O filme conta a biografia de João Pedro Teixeira, líder sindical paraibano assassinado em 1962. Liberado em 1984.                                                  |

## República Nova (1985-presente)
| Ano  | Título                                | Motivações |
| ---- | ------------------------------------- | --- |
| 1985 | Je vous salue, Marie                  | Banido no governo de José Sarney, sob a alegação de que insultava a fé cristã (embora o Brasil fosse oficialmente um Estado laico). Foi liberado após a promulgação da Constituição de 1988. |
| 1993 | Beyond Citizen Kane                   | Banido devido a uma ação judicial do empresário Roberto Marinho. |
| 2011 | Srpski film                           | Banido por ser considerado como "apologia à pornografia infantil e violência extrema". O filme foi exibido no VII Festival de Cinema Fantástico de Porto Alegre e selecionado para o Festival de Cinema Fantástico do Rio de Janeiro. No entanto foi retirado por ordem da Caixa Econômica Federal, principal patrocinadora do evento. Uma nova exibição foi planejada fora do festival, mas a cópia do filme foi apreendida atendendo a uma ação ajuizada pelo diretório regional do Democratas. Foi liberado em 2012.             |
| 2015 | Love                                  | Não chegou a ser proibido, no entanto, muitas cenas de sexo explícito e nudez foram cortadas durante a exibição no Brasil. |
| 2022 | Como se Tornar o Pior Aluno da Escola | Proibido por ordem do Ministério da Justiça e Segurança Pública, que alegou que o filme faz apologia à pedofilia. A decisão foi recebida com protestos e severas críticas de Fábio Porchat, que atuou no filme, e de Danilo Gentili, que atuou, produziu e roteirizou o filme. O serviço de vídeo sob demanda do Grupo Globo, Globoplay, desafiou a proibição, afirmando que não cumprirá a ordem por se tratar de uma censura inconstitucional que viola o direito à liberdade de expressão consagrado na Constituição brasileira. |